# Oceanside
|  | Aquest article tracta sobre la ciutat californiana. Vegeu-ne altres significats a «Oceanside (desambiguació)». |

Oceanside és una ciutat dels Estats Units a l'estat de Califòrnia. Segons una estimació de l'1 de gener del 2010 tenia 183.095 habitants.

## Demografia
Segons el cens del 2000, Oceanside tenia 161.029 habitants, 56.488 habitatges, i 39.259 famílies. La densitat de població era de 1.531,7 habitants/km².
Dels 56.488 habitatges en un 35% hi vivien nens de menys de 18 anys, en un 54,1% hi vivien parelles casades, en un 11% dones solteres, i en un 30,5% no eren unitats familiars. En el 22,7% dels habitatges hi vivien persones soles el 10,2% de les quals corresponia a persones de 65 anys o més que vivien soles. El nombre mitjà de persones vivint en cada habitatge era de 2,83 i el nombre mitjà de persones que vivien en cada família era de 3,33.
Per edats la població es repartia de la següent manera: un 27,6% tenia menys de 18 anys, un 10,2% entre 18 i 24, un 31% entre 25 i 44, un 17,6% de 45 a 60 i un 13,6% 65 anys o més.
L'edat mediana era de 33 anys. Per cada 100 dones de 18 o més anys hi havia 96,1 homes.
La renda mediana per habitatge era de 46.301 $ i la renda mediana per família de 52.232 $. Els homes tenien una renda mediana de 34.772 $ mentre que les dones 27.962 $. La renda per capita de la població era de 20.329 $. Entorn del 8,2% de les famílies i l'11,6% de la població estaven per davall del llindar de pobresa.

## Poblacions més properes
El següent diagrama mostra les poblacions més properes.

## Fills il·lustres
- Harold Elliot Varmus (1939 -)immunòleg i microbiòleg, Premi Nobel de Medicina o Fisiologia de l'any 1989.